# Yamatonuma-Garnele

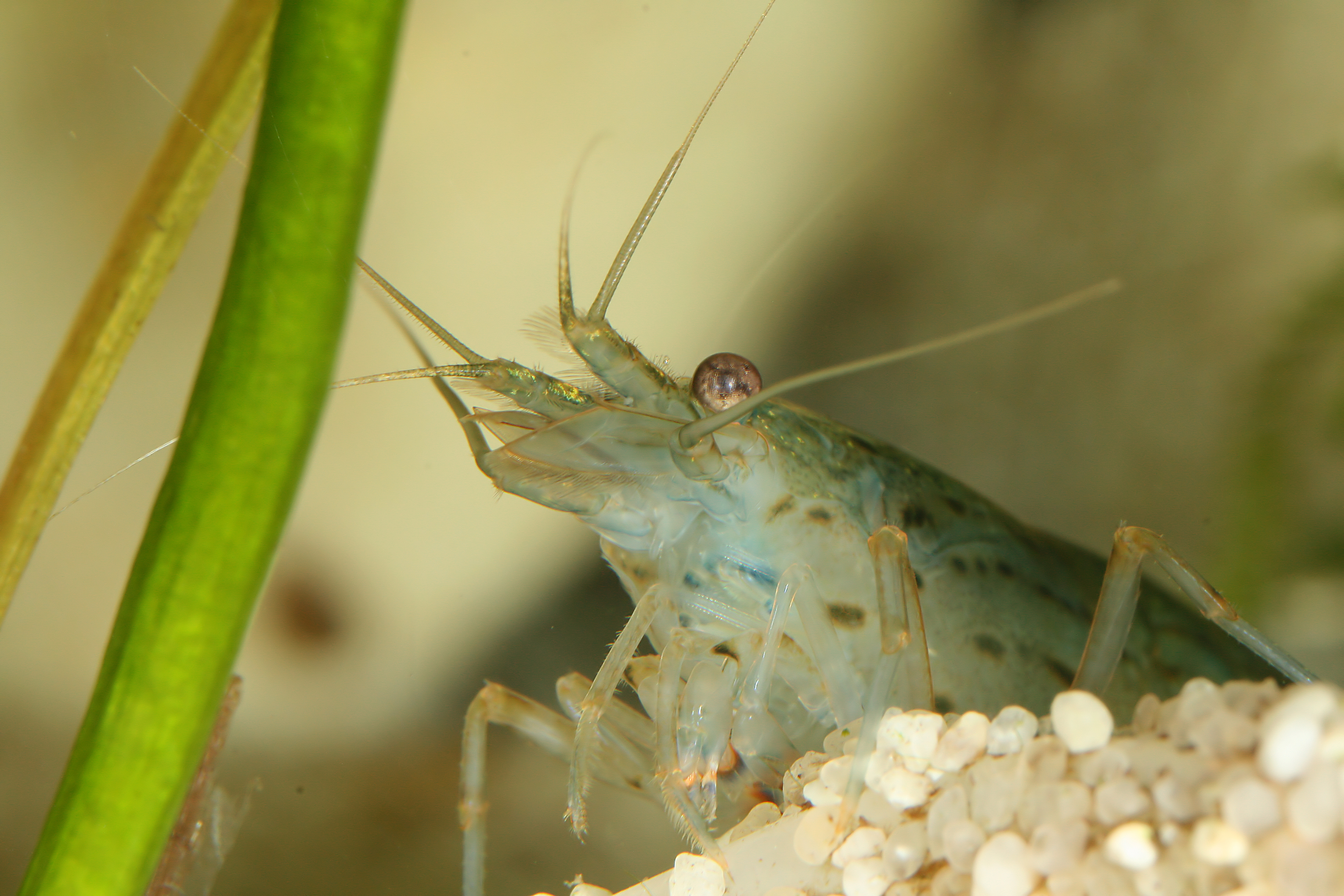
Mundwerkzeuge der Amano-Garnele

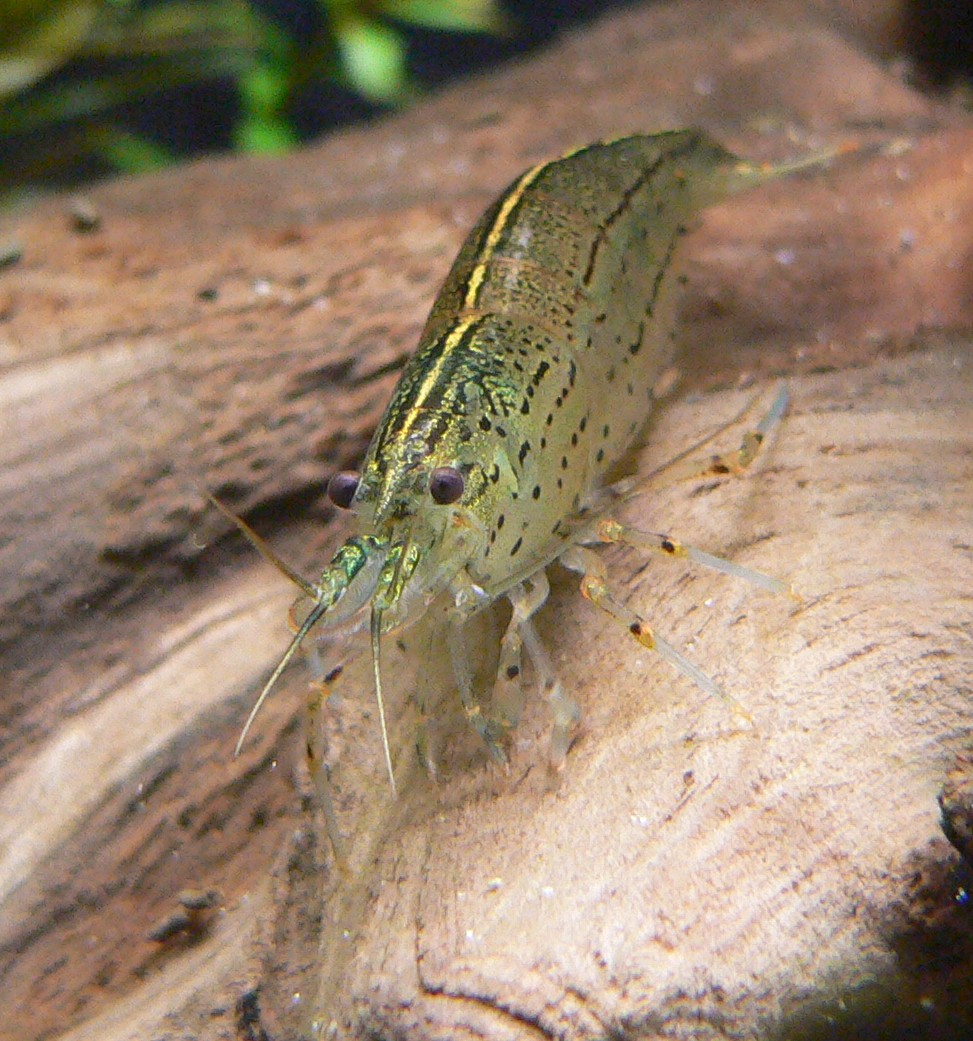

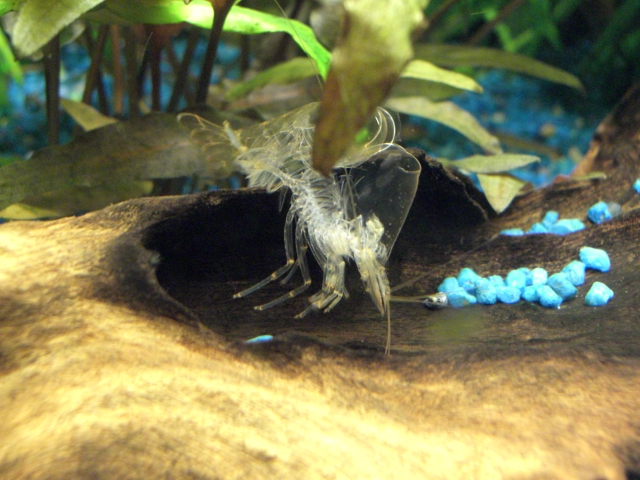
Chitinpanzer kurz nach der Häutung

Die Yamatonuma-Garnele (Caridina multidentata, japanisch 大和沼蝦, Yamato numaebi, „Yamato-Süßwassergarnele“, Syn.: Caridina japonica), auch Amano-Garnele oder Japanische Süßwassergarnele genannt, gehört zur Gattung Caridina aus der Familie der Süßwassergarnelen (Atyidae). Sie ist in der Aquaristik sehr beliebt.

## Benennung
Caridina multidentata wurde lange Zeit als Caridina japonica bezeichnet. Als erkannt wurde, dass dieser Name aber ein älteres Synonym ist, wurde der Artname gemäß den Internationalen Regeln für die Zoologische Nomenklatur auf den in der Erstbeschreibung vergebenen Namen Caridina multidentata geändert, denn der erste gültig publizierte Name hat den Vorrang (Prioritätsregel). Mitunter findet sich aber (z. B. im Handel) noch heute die veraltete Bezeichnung.

## Erscheinungsbild
Der Körper der Yamatonuma-Garnelen ist leicht durchscheinend. An den Seiten befinden sich linienförmig angeordnete Punkte. In Abhängigkeit vom Huminsäuregehalt im Wasser kann die Garnele auch ein leicht rötlichbraunes Aussehen annehmen. Die Garnele erreicht eine Länge von maximal 5 Zentimetern (wobei die Männchen meist etwas kleiner bleiben). Im Aquarium beträgt ihre Lebenszeit bis zu 15 Jahre.

## Verbreitungsgebiet und Nahrungsspektrum
Die Yamatonuma-Garnele stammt aus dem südlichen Teil Zentraljapans. Sie lebt dort in Flüssen, die frischgeschlüpften Larven werden jedoch ins Meer gespült und wandern erst die Flüsse wieder hinauf, wenn sie eine Länge von mindestens einem Zentimeter erreicht haben. Die Yamatonuma-Garnele ist damit für die Fortpflanzung auf Seewasser angewiesen. Fortpflanzungserfolge, die in der aquaristischen Literatur bei der Haltung in Süßwasseraquarien beschrieben werden, beziehen sich vermutlich auf eine andere, aber sehr ähnlich aussehende Art, die im östlichen Taiwan beheimatet ist. In ihrem Lebensraum ist die Yamatonuma-Garnele ein Allesfresser.

## Aquaristik
Die Haltung der Yamatonuma-Garnele ist vor allem durch den japanischen Aquarianer und Fotografen Takashi Amano bekannt gemacht worden, weshalb diese Garnelenart im Handel auch unter dem Namen Amano-Garnele angeboten wird. Da Algen zur Hauptnahrung von Garnelen gehören, werden sie im Aquarium häufig zur Algenbekämpfung eingesetzt. Die Kiesel des Bodengrunds, bis etwa 0,5 mm,  werden von der Garnele aufgenommen und rundum die Algen abgefressen. Die Beckenscheiben werden nicht gereinigt, da sie am Glas keinen Halt finden.

## Zucht
Bei Garnelen unterscheidet man den primitiven und den lebend gebärenden, spezialisierten Fortpflanzungstyp. Anders als beispielsweise bei der Kristallroten Zwerggarnele, die zum spezialisierten Fortpflanzungstyp gehört, ist die Yamatonuma-Garnele dem primitiven Fortpflanzungstyp zugeordnet. Es werden somit nicht fertige, kleine Garnelen zur Welt gebracht, sondern es schlüpfen kleine Larven aus den Eiern, die verschiedene Entwicklungsstadien durchleben. Die Zucht der Yamatonuma-Garnele ist im reinen Süßwasser-Aquarium nicht möglich, da diese Larven Salzwasser benötigen, um zu ausgewachsenen Garnelen heranzuwachsen. In der Wildnis halten sich diese Garnelen in Süßwassergebieten auf. Sie geben die geschlüpften Larven auch dort ab, wo sie mit der Strömung ins Meer getragen werden. Dort entwickeln sich die Larven zu fertigen Garnelen und wandern danach wieder zurück ins Süßwassergebiet.   Die eiertragenden Weibchen sollten möglichst früh in ein anderes Aquarium separiert werden. Nach dem Schlupf der Larven sollte das Muttertier wieder aus dem Becken entfernt und das Wasser aufgesalzen werden, damit die Larven die Möglichkeit haben, das Larvenstadium zu überleben und das Muttertier keinen zu hohen Salzkonzentrationen ausgesetzt wird. Nach dem Schlüpfen der Larven häuten sich die Garnelen fast täglich, da der Chitinpanzer nicht mitwächst. Auch die jungen Garnelen ernähren sich von Algen, können aber auch mit Artemia-Nauplien oder Staubfutter gefüttert werden. Je nach Fütterung und Wassertemperatur können sie nach etwa 40 Tagen in Süßwasser umgesetzt werden.